# Виноградное (Николаевская область)
Виноградное (укр. Виноградне) — село в Снигирёвском районе Николаевской области Украины.

## История
Основано в 1930 году в качестве еврейской земледельческой колонии.
В 1946 году указом ПВС УССР хутор № 11 переименован в Виноградный.
Население по переписи 2001 года составляло 235 человек. Почтовый индекс — 57356. Телефонный код — 5162.

## Местный совет
57357, Николаевская обл., Снигирёвский р-н, с. Гороховское, ул. Почтовая, 8